# Jdeide
Jdeide è un villaggio del distretto di Baalbek, e si trova nella parte nord della valle della bekaa a circa 35 km dal capoluogo (Ballbek) verso il nord lungo la strada che collega la città di Baalbek alla città di Hermel e alla città di Emessa, in Siria. Jdeide o "la nuova" oppure Fakiha nuova rappresenta la parte nuova di Fakiha con la quale fa comune (Municipalità di Fakiha Jdeide).